# Bom Jardim do Sul
Bom Jardim do Sul é um distrito localizado no município brasileiro de Ivaí, no estado do Paraná. De acordo com o Instituto Brasileiro de Geografia e Estatística (IBGE), sua população no ano de 2010 era de 4 171 habitantes.

## História
Em 1923 a localidade recebeu imigrantes alemães. Em 1937 já havia sido criado o distrito de Bom Jardim no município de Ipiranga. Pelo decreto-lei estadual n.º 199, de 30 de dezembro de 1943, o distrito de Bom Jardim passou a denominar-se Bitumirim. Pela lei estadual n.º 5295, de 21 de março de 1966, o município de Ivaí adquiriu do município de Ipiranga o distrito de Bitumirim. Pela lei estadual n.º 5301, de 22 de abril de 1966, o distrito de Bitumirim passou a denominar-se Bom Jardim do Sul.